# Zamek w Edynburgu
 Zamek w Edynburgu (ang. Edinburgh Castle, gael. Caisteal Dhùn Éideann) – zabytkowy zamek w Edynburgu, jedna z najpotężniejszych i najstarszych fortec w Wielkiej Brytanii. Jest to symbol nie tylko samego Edynburga ale i całej Szkocji.
Forteca znajduje się na szczycie monumentalnego skalistego wzniesienia (120 metrów n.p.m.) w samym centrum miasta. 
Historia pierwszych śladów fortyfikacji na górze zamkowej sięga IX wieku p.n.e. 
Większa część obecnych murów budowli pochodzi z XVI wieku, z godnym uwagi wyjątkiem w postaci Kaplicy św. Małgorzaty z wczesnego XII wieku. Kaplica ta jest dziś najstarszym budynkiem w Edynburgu.
Edynburski Zamek jest jedną z niewielu obecnych twierdz, które posiadają swój własny garnizon wojskowy. Obecnie jest on jednak używany głównie podczas ceremonii oraz oficjalnych parad szkockiego wojska.

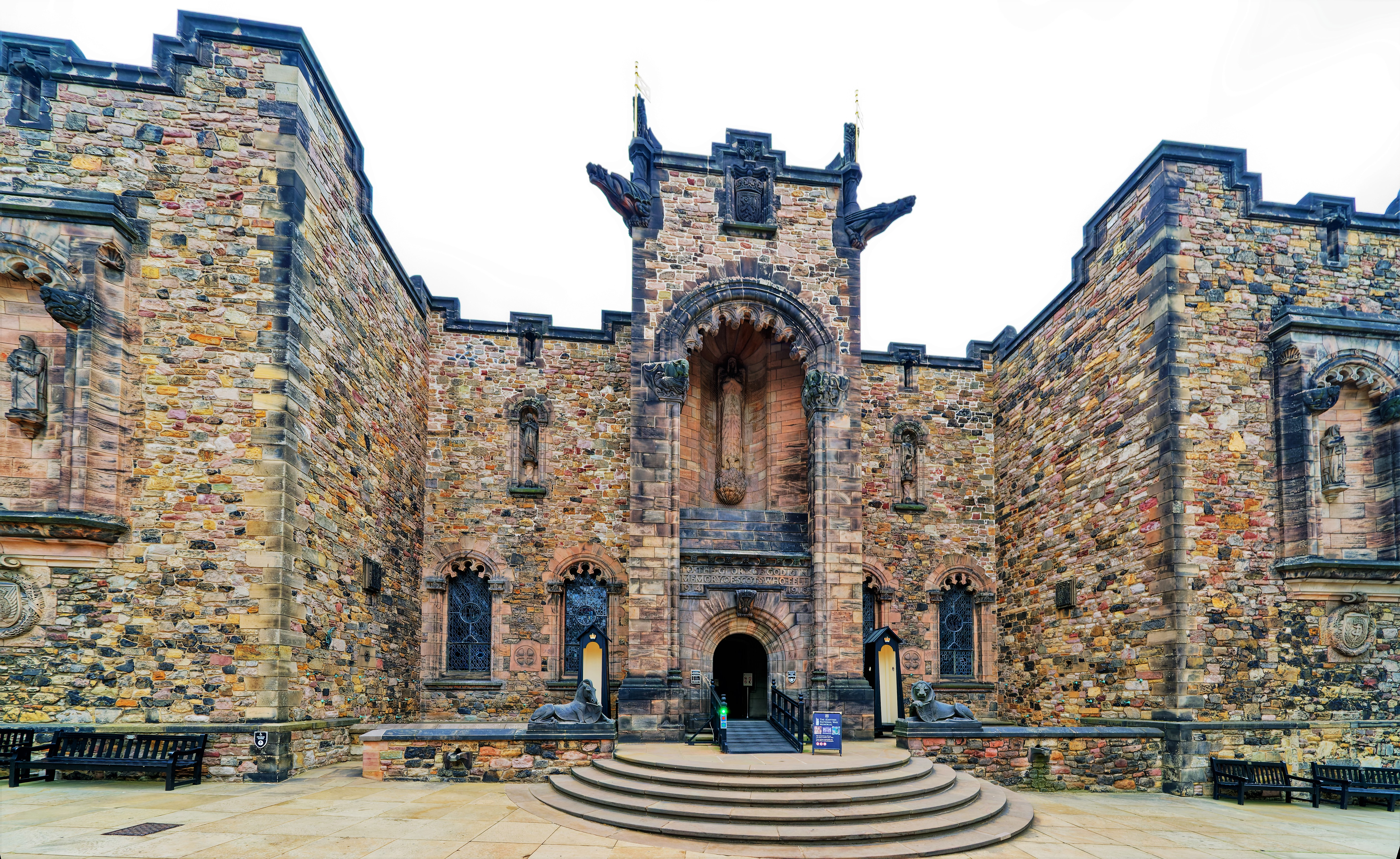
Ryzalit z herbem Szkocji
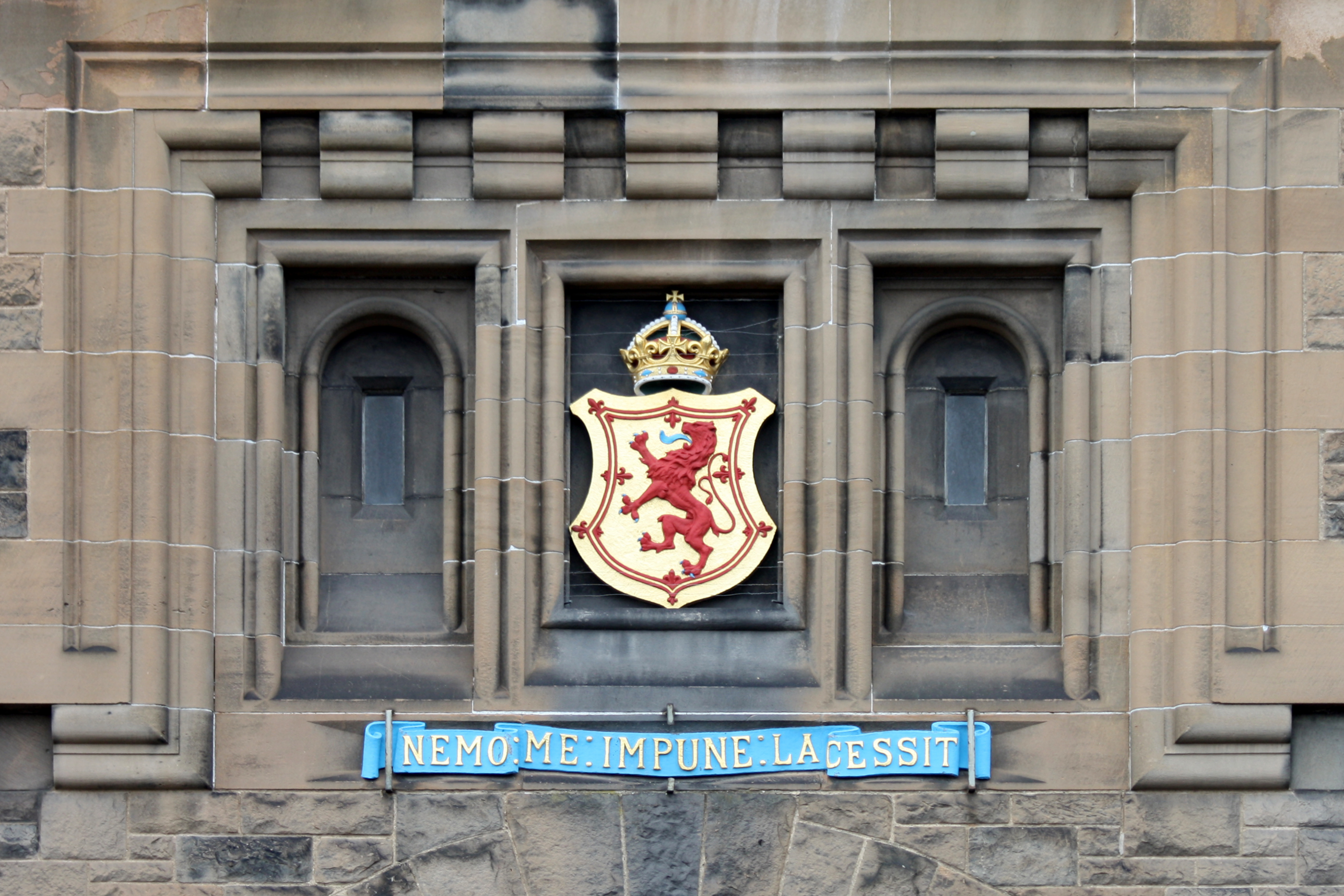
Herb Szkocji
Herb Szkocji
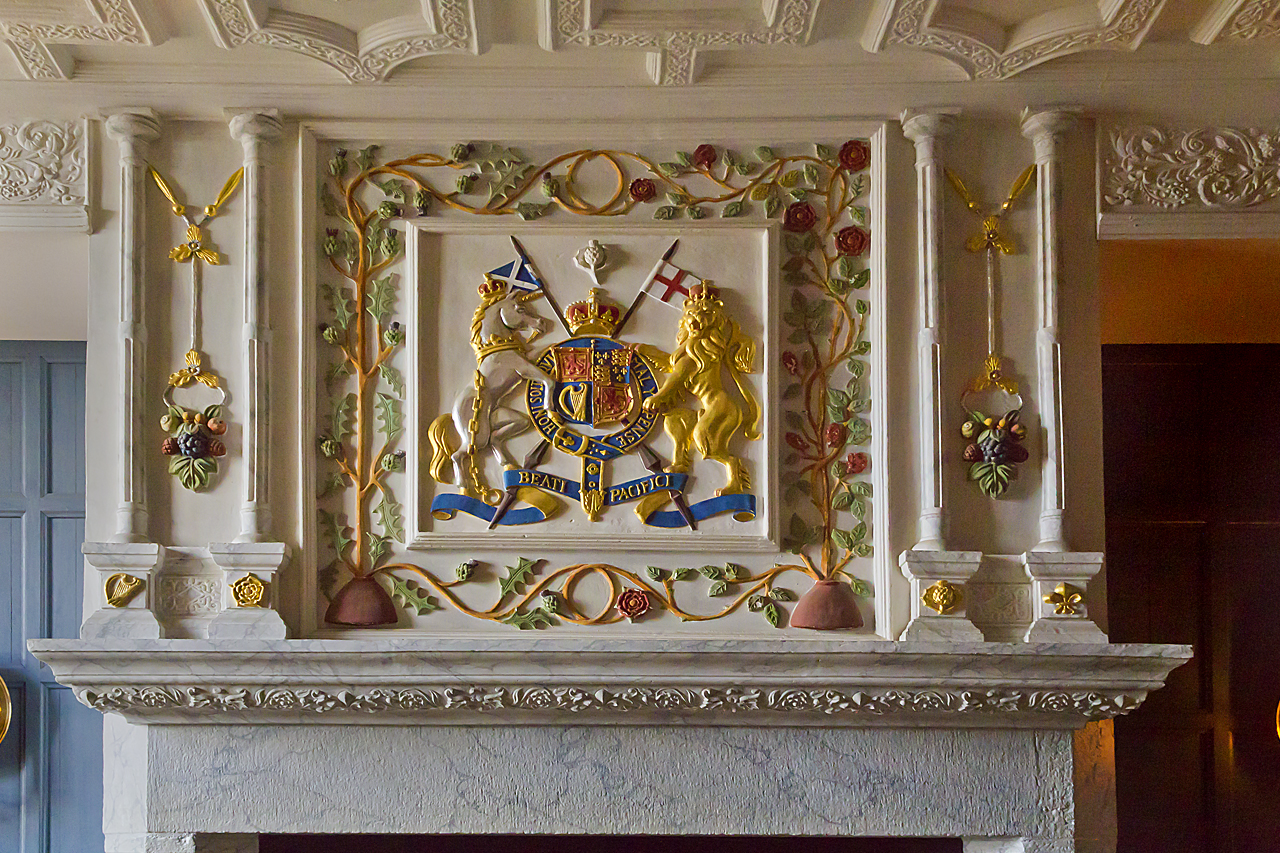
Herb króla Jakuba I Stuarta
Herb Anglii
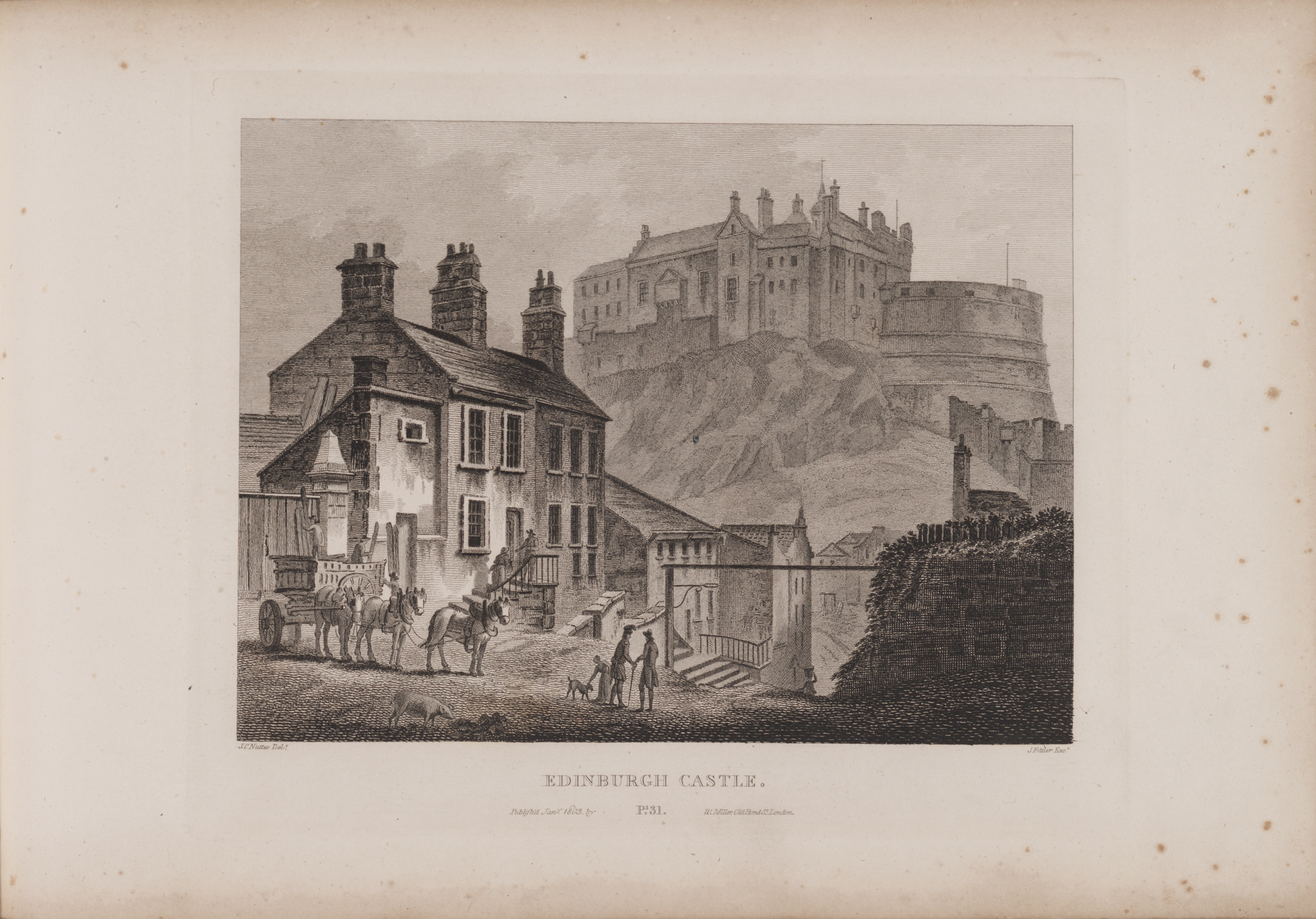
Akwaforta zamku z 1804